# Сони Бил Вилијамс
Сони Бил Вилијамс (енгл. Sonny Bill Williams; 3. август 1985) професионални је рагбиста, репрезентативац Новог Зеланда и играч екипе Чифс. Вилијамс је на високом нивоу играо обе верзије рагбија (рагби јунион и рагби лига).

## Биографија
Висок 194 цм, тежак 108 кг, Вилијамс је рагби 13 играо за Кантербери Булдогс и Сиднеј Рустерс, а одиграо је и 12 мечева за рагби 13 репрезентацију Новог Зеланда. Што се тиче рагбија 15, играо је за Тулон, Кантербери, Крусејдерси, Чифс, Панасоник Вајлд Најтс, Каунтис Манакау. За "ол блексе" је одиграо 29 тест мечева и постигао 8 есеја. Тренер Хансен за Вилијамса тврди, да је атлетски најспремнији играч, кога је у животу тренирао.